# Marót Viki
Marót Viki (1983. január 3.) magyar énekesnő.

## Életrajz
Gyerekkorában gitározni tanult, kezdetben egyházi dalokat játszott. Szülei saját kérésére katolikus általános iskolába iratták, az ötödik osztályt már ott végezte. Eredetileg apáca szeretett volna lenni, de végül mégis az énekesi pályafutást választotta, miután megnyert egy középiskolai Ki mit tud?-ot. 2003 óta a Novai Gábor által alapított Nova Kultúr Zenekar énekesnője. Az együttessel rendszeresen fellépett a Banánhéj c. műsorban. Jelenleg Budapesten él családjával, rendszeresen koncertezik zenekarával.

## Marót Viki és a Nova Kultúr Zenekar lemezei
- Engem nem lehet elfelejteni (2003)
- A tranzisztorkor hajnalán (2003) – CD-maxi
- Buli a Kultúrban (2005)
- Hangosfilm 2. (2006) – a Cotton Club Singers-szel közös, limitált kiadvány
- Egy kicsi mozgás (2007)
- Kulturmix (2008)
- Retúr (2009)
- Rock and Roll és kész! (2011)

## Családja
Anyai ágon Flipper Öcsi féltestvére. Egy gyermeke van, Ádám (2010).